# ТЕЦ Джамнагар (Essar)
ТЕЦ Джамнагар (Essar) — теплова електростанція на заході Індії у штаті Гуджарат, споруджена в комплексі нафтопереробного заводу Вадінар, проект якого реалізував конгломерат Essar (в 2017-му проданий спільному підприємству «Роснєфті» та Trafigura компанії Nayara Energy).
НПЗ, пробний запуск якого відбувся у 2006 році, розпочав роботу із трьома паровими котлами продуктивністю по 150 тонн пари на годину. Вони живлять дві парові турбіни потужністю по 38,5 МВт, а також постачають 230 тонн пари на годину для технологічних потреб заводу.
В 2010—2011 роках ввели в дію чергу, відому як Вадінар P1. Вона має дві газові турбіни потужністю по 110 МВт, які живлять два котли-утилізатори, здатні продукувати по 315 тонн пари на годину.
Нарешті, у 2012-му стала до ладу третя черга Вадінар Р2, що отримала два парові котли продуктивністю по 750 тонн пари на годину та три парові турбіни — дві потужністю по 105 МВт та одну з показником 92,5 МВт. Ця черга також може постачати до 900 тон пари на годину для технологічних потреб заводу.
Основним паливом першої черги станції є залишки переробки нафти. Вадінар P1 розрахована на споживання природного газу (з 2009-го надходить у регіон по трубопроводу Ананд – Джамнагар), тоді як черзі Вадінар Р2 надали можливість використовувати вугілля та нафтопродукти (як залишки переробки, так і більш цінні продукти на кшталт naphtha — суміші легких вуглеводнів, яка передусім використовується як нафтохімічна сировина).
Окрім забезпечення потреб НПЗ, споруджена у його комплексі ТЕЦ може постачати електроенергію для продажу на ринку. Станція сполучена з енергосистемою ЛЕП, яка працює під напругою 220 кВ.